# Palachia oculata
Palachia oculata är en stekelart som beskrevs av Boucek 1978. Palachia oculata ingår i släktet Palachia och familjen gallglanssteklar.
Artens utbredningsområde är:
- Nigeria.
- Uganda.

Inga underarter finns listade i Catalogue of Life.